# کراولی (لوئیزیانا)
کراولی (به انگلیسی: Crowley) شهری در ایالت لوئیزیانا کشور ایالات متحده آمریکا است که جمعیت آن در سرشماری سال ۲۰۱۰ میلادی، ۱۳٬۲۶۵ نفر بوده‌است.